# 藤枝知行
藤枝 知行（ふじえだ ともゆき、1983年7月8日 - ）は、ウェザーマップ所属の気象予報士。

## 人物
茨城県出身。筑波大学大学院システム情報工学研究科在学中に、気象予報士の資格を取得した。2009年より天気予報の現場に入り、天気解析、ラジオへの出演、気象コラムの執筆を通して、気象予報士としての経験を積んだ。2013年より、ウェザーマップに所属。

## 出演
- Yahoo!天気・災害 動画
- サンデーLIVE!!（テレビ朝日・朝日放送テレビ・メ〜テレ共同制作、2017年10月1日 - 2018年9月30日）
- 人気お天気キャスター大集合!異常気象の真実〜ニッポンが危ない!〜（フジテレビ、2018年9月27日）